# ووريورز أوروتشي 2
واريورز أوروتشي 2 المعروف في اليابان باسم Musō Orochi: Rebirth of the Demon Lord (無双OROCHI 魔王再臨 Musō Orochi: Maō Sairin، lit. Unmatched Orochi: Rebirth of the Demon Lord) أوروتشي لا مثيل له: ولادة جديدة للرب الشيطان)، تم إنتاج هذه اللعبة سنة 2008، وهي الإصدار الثاني في سلسلة واريورز أوروتشي.